# Друговщина
Друговщина — хутор в Стародубском муниципальном округе Брянской области.

## География
Находится в южной части Брянской области на расстоянии приблизительно 1 км на юг по прямой от районного центра города Стародуб.

## История
Упоминался с середины XIX века как хутор Другов (Другова). В середине XX века работал колхоз «Новая жизнь». В 1859 году здесь (хутор Стародубского уезда Черниговской губернии) был учтен 1 двор. На карте 1941 года показан как Друговка с 29 дворами. До 2019 года входил в состав Занковского сельского поселения, с 2019 по 2020 в состав Понуровского сельского поселения Стародубского района до их упразднения.

## Население
Численность населения: 3 человека (1859 год), 128 человек в 2002 году (русские 98 %), 124 в 2010.